# Akcionář II
Akcionář II je hra pro počítače Sinclair ZX Spectrum a kompatibilní (například Didaktik). Jedná se o hru českého původu, jejími autory jsou Jakub Hynek a Jiří Kadlec. Vydavatelem hry byla společnost Proxima – Software, hra byl vydána v roce 1992 jako součást souboru her Mah Jongg.
Hra je obdobou textových her. Hráč je v pozici akcionáře, ovládajícího své finance přes počítač. Pomocí něho může provádět operace s bankou, operace s akciemi a operace s agenty. Cílem hry je pomocí výchozích 20 000 dolarů vydělat 1 000 000 dolarů. Tento cíl hráč musí splnit během 48 měsíců.